# Falling Water
Falling Water er en dansk eksperimentalfilm fra 1971 instrueret af Keld Helmer-Petersen.

## Handling
Poetisk film om vand i Norge. Filmen er inddelt i tre afsnit:

1. Spejlet

2. Slugten

3. Strømmen